# Polevoie (Primórie)
|  | Per a altres significats, vegeu «Polevoie». |

Polevoie (en rus: Полевое) és un poble del krai de Primórie, a l'Extrem Orient de Rússia, que en el cens del 2010 tenia 794 habitants.